# Kurt Noack (componist)
Kurt Noack (13 februari 1893 – 1 januari 1945) was een Duits componist en trompettist.
Van deze componist is niets bekend. Door vele radio-uitzendingen en bewerkingen voor diverse bezettingen is van hem vooral het werk Heinzelmännchens Wachtparade in D majeur, op. 5 bekend. De originele versie is in 1912 geïnstrumenteerd voor piano en in het toenmalige Stettin in de muziekuitgeverij Baltischer Musikverlag Wilhelm Hofmeister gepubliceerd. Er volgden instrumentaties voor orkest, kamer- en salonorkest, harmonieorkest, accordeonorkest, diverse kamermuziekbezettingen en zelfs een instrumentatie voor beiaard. Een heruitgave verscheen in 1934 bij de muziekuitgeverij Schott in Mainz. Schott publiceerde in 1936 een verzameling van grote successen van lichte muziek, die eveneens de titel Kurt Noack draagt. Daarnaast was hij ook als arrangeur actief. 

## Composities
- Heinzelmännchens Wachtparade in D majeur, karakterstuk, op. 5[1][2][3]
- Marionetten-Parade, karakterstuk, op. 7
- Ingeborg, Scandinavische wals, op. 10
- Marionetten um Mitternacht, op. 54

## Media
1. ↑  Heinzelmännchens Wachtparade in D majeur in de originele versie voor piano
2. ↑  Parada karzełków (Heinzelmännchens Wachtparade in D majeur) door Miroslaw Marks (1941-2008) (versie voor accordeon). Gearchiveerd op 12 oktober 2016.
3. ↑  Heinzelmännchens Wachtparade in D majeur door het "Stabsmusikkorps der Bundeswehr" (versie voor harmonieorkest). Gearchiveerd op 5 september 2023.

- Bibsys: 6078867
- Bibliothèque nationale de France: cb14004953r (data)
- Gemeinsame Normdatei: 121702286
- International Standard Name Identifier: 0000 0001 1673 2888
- Library of Congress Control Number: n2004070489
- Nationale Bibliotheek van Letland: 000336992
- MusicBrainz: 90645277-6f98-48b9-88a4-481ae6b26087
- Nationale Bibliotheek van Tsjechië: mzk2011618058
- Nationale Bibliotheek van Polen: a0000002198026
- Nederlandse Thesaurus van Auteursnamen: 073704911
- SNAC: w68f5k0q
- Virtual International Authority File: 74715675
- WorldCat: E39PBJvRYQx8qQqHB4jyYjwXBP